# Західний похід монголів
За́хідний похі́д монго́лів (Кипчацький похід) — похід військ Монгольської імперії до Східної Європи у 1236—1242 роках на чолі з чингізидом Батиєм та воєначальником Субедеєм.

## Передісторія
Вперше завдання підкорення кипчаків, а також задача дійти до міста Києва, було поставлено Субедею ще Чингісханом у 1221 році:
|  | Субеєтай-Баатура він відправив у похід на північ, наказуючи дійти до одинадцяти країн та народів, таких як: Канлін, Кибчаут, Бачжигіт, Оросут, Мачжарат, Асут, Сасут, Серкесут, Кешимір, Болар, Рарал (Лалат), перейти через повноводні річки Іділ та Аях, а також дійти й до самого міста Кивамен-кермен . Субудай подав Чингізу доповідь, у якій просив відправити його проти кипчаків …щоб утворити особливий корпус із меркітів, найманів, кераїтів, хангинців й кипчаків, на що Чингіз відповів згодою. |

Після перемоги у битві на річці Калка (над Ми-чи-си-лао, тобто Мстиславами) монголи відмовились від плану походу на Київ й зазнали поразки від волзьких булгарів на шляху на схід у 1224 році.
Чингізхан передав до управління своєму сину Джучі «країну кипчаків» (половців) та доручив йому турбуватись про розширення володінь, в тому числі за рахунок руських земель. Після смерті Джучі у 1227 році землі його улуса переходять до його сина — Батия. Великим ханом став син Чингізхана Угедей. Перський історик Рашид ад-Дін пише, що Угедей «на виконання указу, відданого Чингізханом на ім'я Джучі, доручив завоювання Північних країн членам його дому».
У 1228—1229 роках, зійшовши на престол, Угедей направляє два 30-тисячних корпуси на захід (одночасно монгольські війська діють і на інших фронтах). Один, на чолі з Чормаганом, південніше Каспійського моря проти останнього хорезм-шаха Джелал ад-Діна (зазнав поразки й загинув 1231 року), до Хорасану та Іраку. Інший, на чолі з Субедеєм і Кокошаєм, північніше Каспійського моря проти кипчаків та волзьких булгар, які зазнають поразки в битві на річці Яїк вже у 1229 році (а у 1232 році Придоша Татарове и зимоваша не дошедше Великого града Болгарьскаго).
«Сокровенне сказання», яке можна застосувати вже до періоду 1228—1229, повідомляє про те, що Угедей
|  | ...відправив Оготура й Мункету на допомогу Чормахану, який продовжував воєнні дії проти Халибо-Солтана, не завершені ще за його батька, Чингізхана. Так само він відправив у похід Бату, Бурі, Мунке та багатьох інших царевичів на допомогу Субеєтаю, оскільки Субеєтай-Баатур зустрічав сильний опір з боку тих народів і міст, завоювання яких йому було доручено ще за Чингізхана, а саме — народів Канлін, Кибчаут, Бачжигіт, Орусут, Асут, Сесут, Мачжар, Кешимір, Сергесут, Булар, Келет (китайська «Історія монголів» додає не-ми-си) а також і міст за повноводними річками Аділ та Чжаях, таких як: Мекетмен, Кермен-кеїбе та інших. Стосовно всіх, кого було відряджено у похід, було наказано: «Старшого сина зобов’язані відправити на війну як ті великі князі-царевичи, які управляють землями, так і ті, хто таких у своєму володінні не мають. Нойони-темники, тисячники, сотники й десятники, а також люди усіх статків, зобов’язані так само вислати на війну старшого із своїх синів. Рівним чином старших синів відрядять на війну й царівни із зятями… Після відправки у похід старших синів вийде велике військо. Коли ж військо буде численним, всі піднімуться духом й будуть ходити з високо піднятою головою. Ворожих же країн так багато, і народ там суворий. Це — такі люди, які у гніві приймають смерть, кидаючись на власні мечі. Мечі ж у них, кажуть, гострі» . |

Розширення монгольської імперії

Однак, у 1231—1234 роках монголи вели другу війну з Цзінь, й рух на захід об'єднаних сил всіх улусів починається безпосередньо після рішення курултая 1235 року.
|  | На курултаї (сеймі) в Монголії 1229 року було вирішено відрядити 30-тисячну армію для завоювання країн на північ від Каспійського та Чорного морів; але її чомусь не було відправлено, й лише на курултаї 1235 року здійснився цей намір. Начальство над армією було доручено Батию, до якого приставлено нойона Субугедая, що брав участь у першій навалі монголів на Русь… За первинним планом Батию передбачали дати 30000 війська; немає підстав думати, що ця кількість потім була змінена у той чи інший бік |

Первинно Угедей сам планував очолити кипчацький похід, але Мунке відмовив його. Окрім Батия, в поході брали участь такі чингізиди: сини Джучі — Батий, Орда-Еззен, Шибан, Тангкут і Берке, онук Чагатая Бурі й син Чагатая Байдар, сини Угедея Гуюк і Кадан, сини Толуя Мунке і Бучек, син Чингізхана Хулхэн, онук брата Чингізхана Аргасун.

## Перший етап (1236—1237)
Війська, відряджені на допомогу Джучидам, виступили у похід навесні 1236 року й восени у межах Волзької Булгарії з'єднались з Батиєм. На попіл розлетілись міста Булгар, Біляр, Кернек, Жукотин, Сувар.
|  | Вони дійшли до міста [Булгара] Великого та до інших областей його, розбили тутешнє військо та змусили їх підкоритись. Пройшли вожді Баян і Джику, виявили царевичам покірність, були [щедро] нагороджені й повернулись назад |

Булгарських біженців було прийнято Юрієм Всеволодовичем Володимирським й розселено володимирськими містами.
Рашид-Ад-Дін відносить оточення й розгром табору «буларів» Батиєм і Шибаном у великої річки до подій у Волзькій Булгарії, на цьому базується версія про самостійне підкорення Булгарії Джучидами та просування корпусу Мунке вже 1236 року більш південним маршрутом, половецьким степом. У Джувейні «келари й башгирди, численний народ християнського віросповідання, який, кажуть, живе поряд із франками» протистояли монголам після монгольської навали на Русь, ймовірно мова йде про битву на річці Шайо в Угорщині навесні 1241 року.
Після розгрому Булгарії, навесні та влітку 1237 року, війська на чолі з Батиєм, Ордою, Берке, Гуюком, Каданом, Бурі й Кульканом вторглись в землі буртасів та мордви. Угорський чернець-місіонер, домініканець Юліан, що проповідував у половецьких степах, пише про одного з князів «мордуканів» (мордви), який, «виступив того ж дня…, з усім своїм народом і родиною… підкорився татарам». В анналах Уейверлейського монастиря під 1239 роком міститься «Послання угорського єпископа єпископу паризькому про татар», де говорить: «… На шляху поперед них (татар) йдуть племена, що йменуються морданами, які без розбору знищують людей, яких зустрінуть». Про перше поповнення монгольського війська за рахунок переможених половців й поволзьких народів перед походом на Північно-Східну Русь також повідомляє Фома Сплітський.
Мунке й Бучек вирушили з Булгарії на південь половецькими степами двома берегами Волги. Половецький хан Котян Сутоєвич разом із 40 тисячами свого народу пішов до Угорщини. Рашид ад-Дін пише про взятого у полон влітку 1237 року керівника половецького спротиву, захопленого на одному з волзь: «Бачман благав, щоб Менгу-каан [сам] своєю благословенною рукою довів його справу до кінця; він [Менгу-каан] дав вказівку, щоб його брат Бучек розрубив Бачмана навпіл» і каже про першу сутичку з аланами — північнокавказьким народом.

## Другий етап (1237—1238)

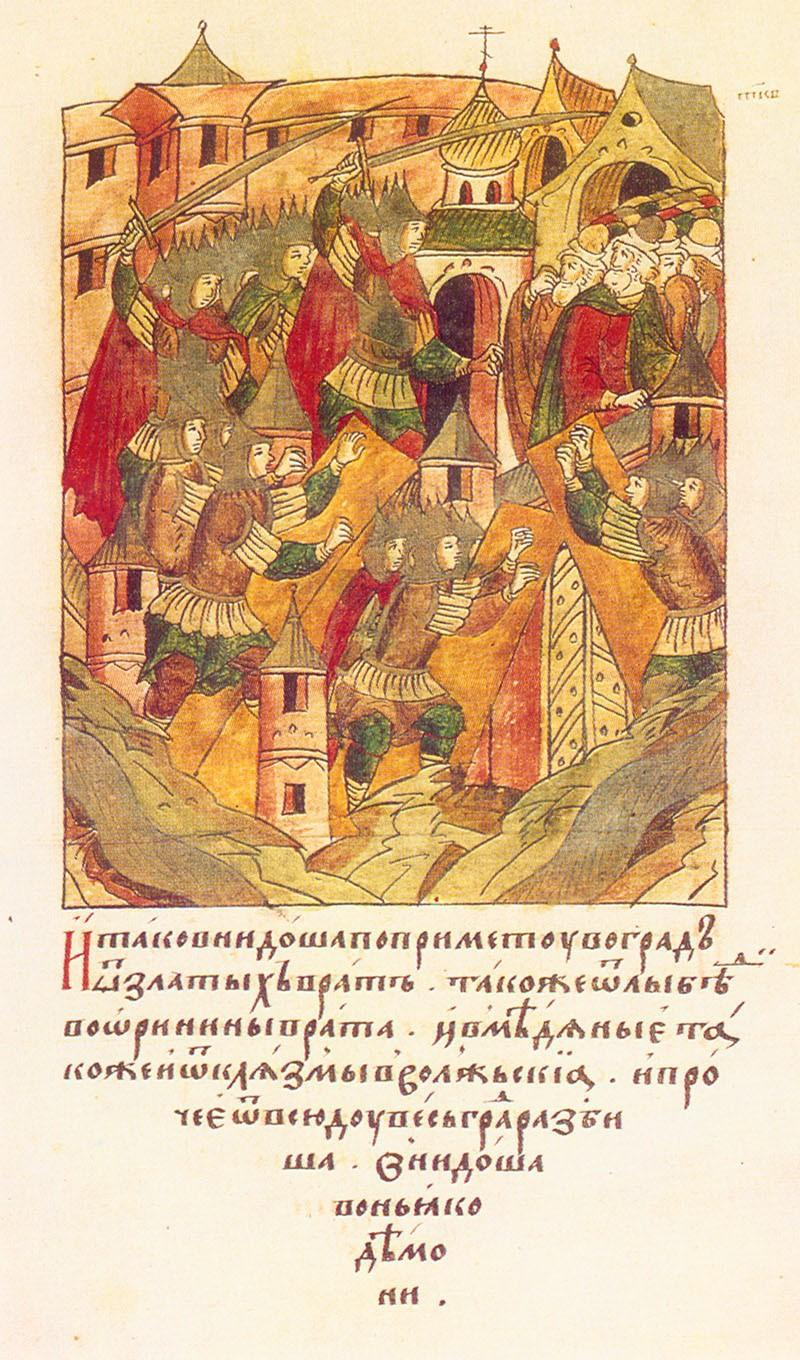
Взяття Володимира монголами. Мініатюра з руського літопису

Юліан повідомляє про те, що восени 1237 року все монгольське військо було розділено на чотири частини, три з яких готувались до вторгнення на Русь взимку: «Нині ж, перебуваючи на кордонах Русі, ми близько узнали дійсну правду про те, що все військо, яке йде до країн Заходу, розділено на чотири частини. Одна частина біля річки Етіль (Волга) на кордонах Русі зі східного краю підступила до Суздалю. Інша ж частина у південному напрямку вже нападала на кордони Рязані, іншого руського князівства. Третя частина зупинилась проти річки Дон, поблизу замку Oveheruch, також князівства русі. Вони, як передавали нам на словах самі русь, угорці й болгари, що бігли перед ними, чекають того, щоб земля, річки й болота з настанням найближчої зими замерзли, після чого всьому числу татар легко буде розкрасти всю Русь, всю країну русі».
За Рашид-Ад-Діном (та китайською «Історією монголів»), Мунке брав участь у поході на Північно-Східну Русь. Він називає його пізнішим «каан» та розповідає про те, як він «особисто звершував богатирські подвиги, поки не розбив їх [русь]». Про те, якого значення надавали Чингізиди підкоренню русі, свідчить монолог Угедея на адресу Гуюка, невдоволеного керівництвом Батия.
Після поразки військ Рязанського князівства монголи взяли Рязань 21 грудня 1237 року, після битви під Коломною з об'єднаними силами Північно-Східної Русі у перших числах січня 1238 року, у якій загинув син Чингізхана Хулхен, пала Коломна. Потім монгольське військо наздогнав загін, що повернувся із Чернігова Євпатія Коловрата. Найсильніший опір монголам чинили Москва (взято 20 січня), Владимир (7 лютого), Переславль-Заліський, Твер, Торжок (5 березня), Козельськ (початок травня 1238 року). На початку березня 1238 року другорядні сили монголів завдяки фактору раптовості змогли знищити на стоянці об'єднане руське військо та вбити великого князя Юрія Всеволодовича Володимирського у битві на Ситі. Не було досягнуто Великого Новгорода, найбільшого міста північної частини Волзького торгового шляху.

## Третій етап (1238—1239)
Можливо, влітку 1238 року (а не влітку 1237 року) відбулось придушення Мунке і Бучеком половецького повстання й перемога над аланами. Наступною дією південного корпусу Мунке (разом із Каданом) була перемога над черкесами (західними сусідами аланів) та вбивство їхнього правителя наприкінці 1238 року.
На межі 1238—1239 років у Поволжі почалось повстання волзьких булгар і мордви. Рашид-Ад-Дін пише про булгарів:
|  | ...[але потім] знову обурились. Повторно направили [туди] Субедай-бахадура, поки він не захопив [їх]». |

Відбулось нове вторгнення на землі Північно-Східної Русі (розкрадено околиці Нижнього Новгорода, Городець, Гороховець, Муром, повторно Рязань).
Берке, відряджений на захід проти половців, полонив трьох половецьких воєначальників і 3 березня 1239 року взяв Переяславль-Південний — володіння володимирських князів, яке під час поїздки Данила Галицького до Батия 1245 року перебувало під безпосередньою владою Золотої Орди. Ймовірно, у такому ж становищі опинилось 1252 року Рязанське князівство, поки туди не було відпущено пораненого та полоненого у грудні 1237 року єдиного з рязанських князів, хто вижив під час навали, Олег Інгваревич Красний.

## Четвертий етап (1239—1240)
Восени 1239 року монголи направили удар на володіння Михайла Всеволодовича Чернігівського й Київського. Чернігів було взято в облогу монголами 18 жовтня 1239 року та взято із застосуванням потужної техніки, під час облоги на допомогу місту прийшло військо на чолі з Мстиславом Глібовичем, двоюрідним братом Михайла, але зазнало поразки. Після падіння Чернігова монголи не пішли на північ — археологічні дослідження показали, що Любеча (на півночі) не торкались, проте було понівечено землі й міста вздовж Десни та Сейму, в тому числі Путивль, Глухів, Вирь та Рильськ. За однією з версій, походом на Чернігівське князівство керував Мунке.
Наприкінці 1239 року війська Гуюка, Мунке, Бурі, й Кадана розгорнули наступ на місто Мінкас (М.к.с., Ме-це-си). Згідно з Рашид-ад-Діном облога міста тривала один місяць 15 днів. За Джувейні, місто було багатим та густонаселеним, його околиці вкриті болотами й густим лісом, його було взято Чингізидами разом за декілька днів і стало крайньою точкою просування військ монголів на Русі. Китайська «Юань-ши» називає Ме-це-си аланським містом і уточнює, що облога почалась наприкінці листопада — початку грудня 1239 року й тривала 3 місяці.
Загони Шибана, Бучека й Бурі (він згадується під час облоги Мінкаса) 26 грудня 1239 року взяли Сурож в Криму.
Мунке підходячи до Дніпра навпроти Києва, направив до міста посольство з вимогою про здачу, але посольство було знищено киянами. Михайло Всеволодович (разом із Мстиславом Глібовичем) поїхав до Угорщини, намагаючись сватати дочку угорського короля Бели IV Анну за свого сина Ростислава (невдало), потім до Польщі до Конрада Мазовецького.
Вже навесні 1240 року, після розорення монголами дніпровського лівобережжя, Угедей приймає рішення про відкликання Мунке і Гуюка із західного походу.

## П'ятий етап (1240—1242)

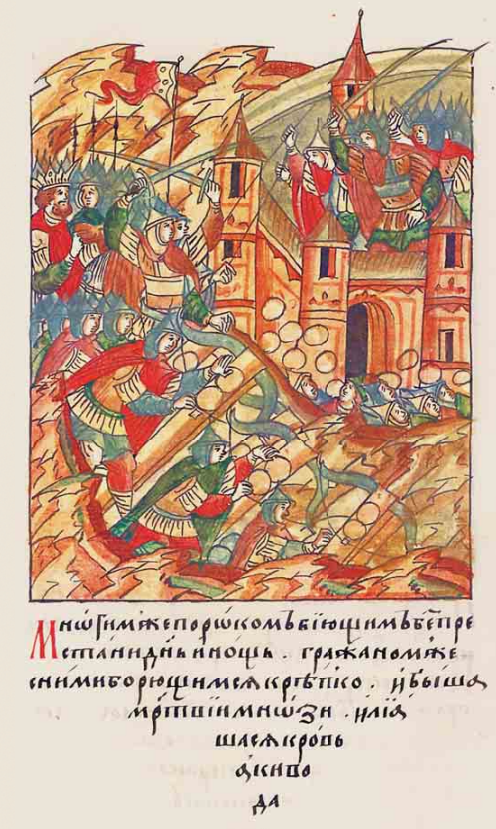
Взяття Києва монголами у 1240 році. Мініатюра з руського літопису

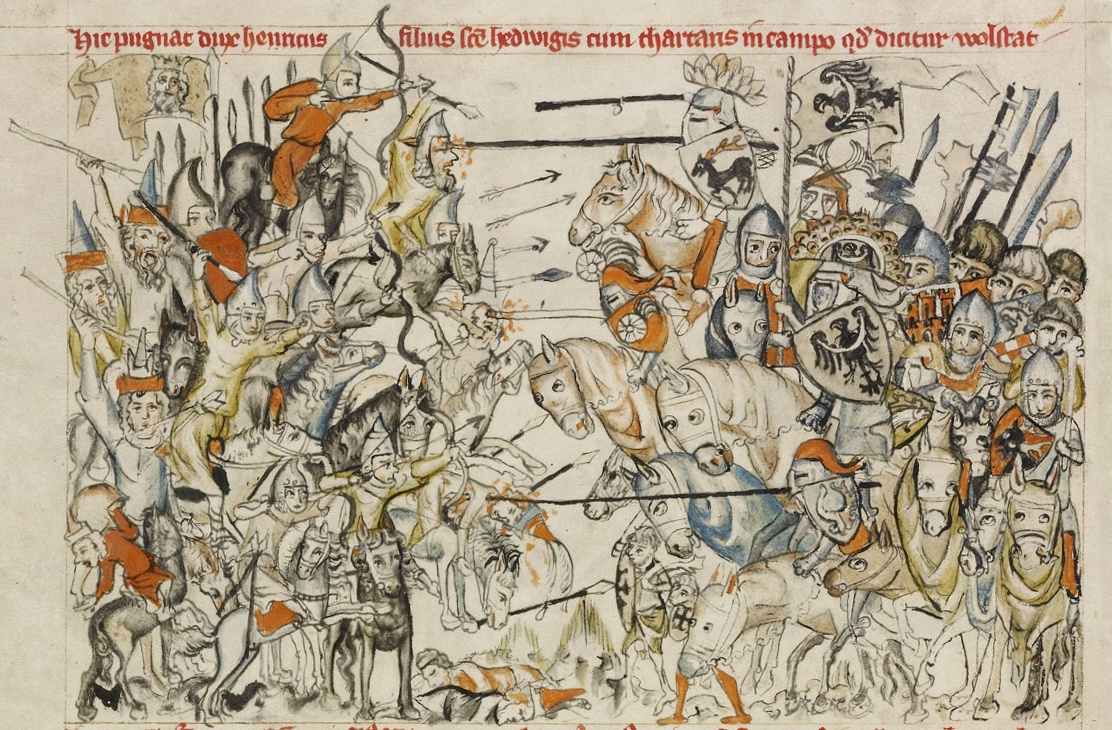
Битва під Легніцею. Мініатюра XIV ст.

Навесні 1240 року корпус під проводом Букдая було відряджено у напрямку на Дербент на допомогу монгольським військам, що діяли в Закавказзі. Решту сил було повторно поповнено за рахунок половців та поволзьких народів, й вона почала похід на володіння Данила Галицького, дорогою розгромивши Поросся — область залежних від київських князів Чорних Клобуків.
Данило Галицький поїхав до Угорщини, намагаючись сватати дочку угорського короля Бели IV Констанцію за свого сина Льва (невдало). За повідомленням Іпатіївського літопису, Данило
|  | ...повернувся від короля, й приїхав до Синеволодського, у монастир святої Богородиці...й повернувся назад до Угрів, бо не міг пройти у Руську землю, оскільки мало з ним було дружини. |

Брат Данила Василько Волинський поїхав у Польщу до Конрада Мазовецького.
У грудні 1240 року монгольське військо розорило Київ (6 грудня, після 3-місячної облоги), Ладижин, Кам'янець й Володимир (Крем'янець монголам взяти не вдалось). 1241 р. монголи спустошили Новогрудок, Волковиськ, Слонім, Луцьк, Пінськ. На Волині військо розділилось. Частина на чолі з Мунке і Гуюком повернулась до Монголії. У зв'язку з цим дослідники вважають, що подальше просування на захід було здійснено Батиєм за власною ініціативою.

### Дії північного корпусу
Основні сили на чолі з Байдаром направились до Польщі. В січні 1241 року вони зайняли Люблін і Завіхост, розгромили малопольське ополчення під Турськом 13 лютого й захопили Сандомир. Краківські війська воєводи Владислава Клеменса і сандомирські — воєводи Пакослава Молодшого і каштеляна Якуба Ратиборовича намагались закрити шлях на Краків, але були розбиті відповідно під Хмільником (Шидловце) 18 березня й під Торчком 19 березня. 22 березня монголи зайняли Краків, а потім Битом.
Частина монгольських військ з Волині через Дрогичин вторглись до Мазовії. Прусський хронограф повідомляє також про набіг монголів на Пруссію.
На початку квітня монголи через Рацибуж й Ополе прорвались до Вроцлава. 9 квітня у битві при Легниці польсько-німецьке військо Генріха Благочестивого зазнало страшної поразки. Скориставшись загибеллю Генріха, Конрад Мазовецький зайняв Краків. Чеські війська на чолі з королем Вацлавом I на 1 день спізнились під Леґницю й були направлені до Лужиць напереріз ймовірному шляху монголів на захід. Крайнім західним пунктом просування корпусу Байдара став Майсен. Його поворот на південь припав на беззахисну Моравію, яку було спустошено у травні 1241 року.
Імператор Священної Римської імперії Фрідріх II Гогенштауфен, відлучений від церкви римським папою Григорієм IX у 1239 році, розіслав звернення до християнських правителів:
|  | Час повстати зі сну, відкрити очі духовні й тілесні. Вже сокира лежить при дереві, й по всьому світу розноситься звістка про ворога, який погрожує загибеллю всьому християнству. Вже давно ми чули про нього, але вважали небезпеку далекою, коли між нами було стільки хоробрих народів і князів. Але тепер, коли одні з цих князів загинули, а інших перетворено на рабів, тепер прийшла наша черга стати оплотом християнству проти злого ворога . |

Судячи з усього, заклик мав необхідну дію, про що магістр ордену Храму у Франції Пон д'Обон написав молодому Людовику IX після вістей з Легниці, але ще до подій при Шайо:
|  | Знайте, що татари розорили землю, що належить герцогу Генріху Польському, й убили його з великою кількістю його баронів, а також шістьома нашими братами <...> та п'ятистам нашими воїнами. Троє з наших врятувались, і знайте, що всі німецькі барони й духовенство, та всі з Угорщини прийняли хрест, щоб йти проти татар. І якщо вони будуть волею Бога переможені, чинити опір татарам буде нікому аж до вашої країни . |

На монгольську вимогу про виявлення покірності імператор відповів, що як знавець соколиного полювання, він міг би стати сокольничим хана. Однак, попри ці заяви, він так і не вступив до боротьби з монголами, що можна пояснити його стратегічним союзом з ними проти гвельфів, і навіть організував похід на Рим під час перебування монголів на кордонах південної Німеччини.

### Дії південного корпусу

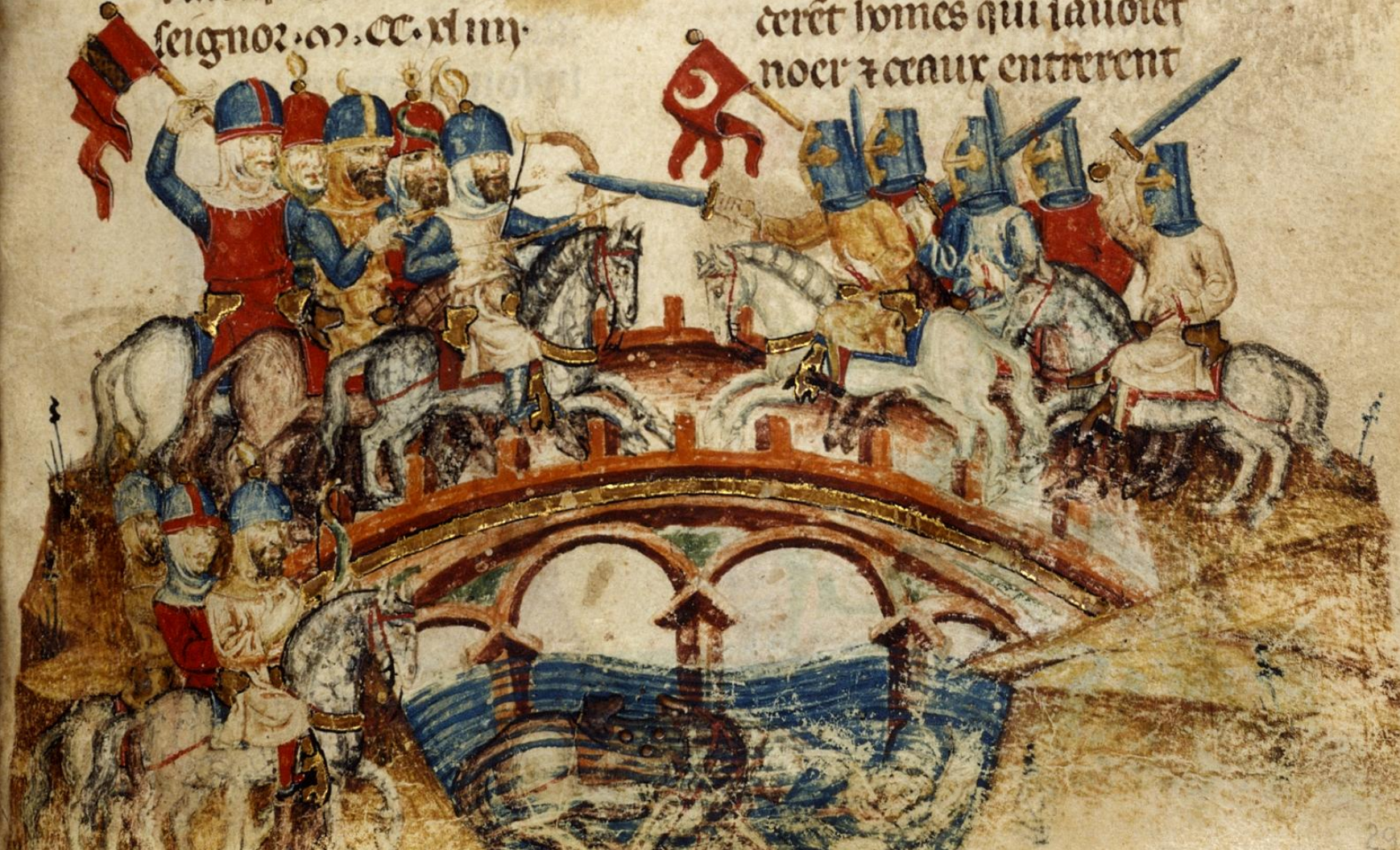
Битва на річці Шайо. Мініатюра XIII ст.

Третя частина війська на чолі з самим Батиєм, Каданом і Субудаєм взяла Галич за три дні. Примітно у світлі відносин Данила з Белою IV виглядає порада взятого у полон монголами київського тисяцького Дмитра Батию:
|  | Не затримуйся в землі цій довго, час тобі на угрів вже йти. Якщо ж зволікати будеш, земля та сильна, зберуться на тебе й не пустять тебе в землю свою». Про то говорив йому, оскільки бачив землю Руську, що гине від нечестивого . |

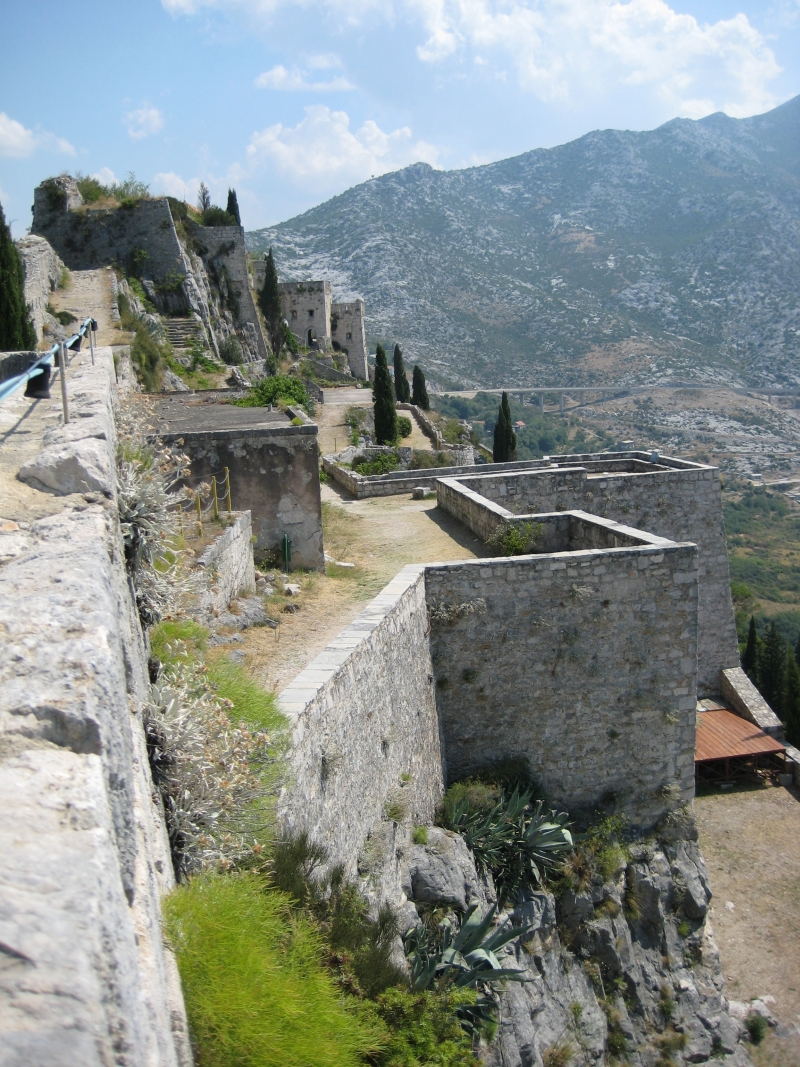
Фортеця Кліс, що пережила монгольську облогу 1242 року

Монголи вторглись до Угорщини двома маршрутами: через карпатські проходи Мункач та Унгвар. Корпус Кадана слідував більш південним маршрутом, через Молдавію (болоховські князі надали монгольській армії фураж й уникли розорення своїх земель) і Трансільванію, розоривши угорські міста Варадин, Арад, Перг, Єгрес, Темешвар. Після знищення армії угорського короля Бели IV на стоянці в битві на р. Шайо та його втечі під захист австрійського герцога Фрідріха II, закінчивши переслідування угорського війська у Пешті, корпус Кадана знову відділився від корпусу Батия, розорив Хорватію (було спалено Загреб). Після втечі Бели IV до Далмації, монголи під командуванням Кадана вийшли в березні 1242 року до фортеці Кліс, та не зумівши її взяти рушили далі, вийшовши в квітні 1242 року до Адріатики, монгольського останнього моря. Корпус Батия рухався північніше, розгромивши міста Банська Штявниця, Пуканець, Крупіна (у Словаччині), а також Опава, Бенешов, Пршеров, Литовел і Євичко (в Чехії), де наприкінці червня 1241 року з'єднався з корпусом Байдара, що подолав Карпати через перевал Яблуницький. Передовий загін монголів вийшов до Відню.

## Повернення на схід
Грудень 1241 р. — помер хан Угедей, що частина дослідників вважає причиною повернення Батия на схід, з метою взяти участь в обранні нового хана. Однак, новий великий хан — Гуюк — був обраний лише на курултаї 1246 року, на який Батий з побоювань за свою долю не поїхав сам, а відправив молодших братів. С. М. Соловйов пояснює повернення монголів на схід іншими причинами:
|  | ...вже татарам було відкрито шлях через Лузацькі долини до Ельби всередину Німеччини, як за день після Легницької битви перед ними явились полки чеського короля В’ячеслава. Татари не зважились вступити до повторної битви й пішли назад до Угорщини… Звідси того ж року вони намагались вторгнутись до Австрії, але тут перегородило їм шлях велике ополчення під командуванням короля чеського В’ячеслава, герцогів австрійського та каринтійського; татари знову не зважились вступити в битву й незабаром відлинули на схід. Західну Європу було врятовано . |

Березень 1242 р. — почався зворотний рух монголів через Боснію, Сербію та Болгарію. Частину військ Батия було розбито військами болгарського царя Івана Асеня II. Поразка монгольських військ мала великий позитивний відгук сучасників. Батий не зміг помститись за цю поразку, оскільки коли він повернувся наступного року Іван Асень II вже помер, на болгарському престолі правив його малолітній син з регентським урядом, і, не вступаючи до конфлікту, Болгарія погодилась сплачувати данину монголам.

## Реакція в Західній Європі

Священна Римська імперія в період монгольських набігів

Після того, як у 1241—1242 роках війська Монгольської імперії завдали рішучої поразки військам Угорщини та Польщі, спустошили їхню місцевість і всі їхні неукріплені поселення, угорський король Бела IV звернувся до імператора Священної Римської імперії Фрідріха II з проханням про допомогуюю. Фрідріх, який протягом деякого часу перебував у напружених відносинах з угорським королем (оскільки Бела виступив проти нього на боці папства) і не мав великого бажання йти на велику військову експедицію, відмовився. Фрідріх не хотів відправляти військо в Угорщину, і хоча він збирався об'єднати своїх магнатів та інших монархів, щоб потенційно зіткнутися з монгольським вторгненням, він спеціально присягнув на захист імперії «по цей бік Альп».
Фрідріх усвідомлював небезпеку, яку представляють монголи, і похмуро оцінював ситуацію, але також намагався використати її як важіль впливу на папство, щоб представити себе захисником християнського світу. У той час як Фрідріх називав їх зрадниками-язичниками, він одночасно висловлював захоплення монгольською військовою доблестю, почувши про їхні вчинки, зокрема їхніх здібних полководців та жорстоку дисципліну та слухняність, вважаючи останню найбільшим джерелом їхнього успіху. Він призначив податки по всій Німеччині, поки монголи були зайняті набігами на Угорщину. У середині 1241 року Фрідріх розпустив свою армію назад до своїх місць перебувань, оскільки монголи зайнялися землями на схід від Дунаю, намагаючись повністю подолати опір угорців. Згодом він наказав своїм васалам зміцнити свою оборону, прийняти оборонну позицію та зібрати велику кількість арбалетників.
Літописець повідомляє, що в якийсь час Фрідріх отримав від хана Батия вимогу підкоритися, яку той проігнорував. Фрідріх II, очевидно, був у курсі дій монголів, оскільки лист імператора від червня 1241 року коментує, що монголи тепер використовують захоплені угорські обладунки. 20 червня у Фаенці імператор видав «Encyclica contra Tartaros», енцикліку, яка оголосила про падіння Києва, вторгнення в Угорщину та загрозу для Німеччини, а також вимагала від кожної християнської нації виділити належну кількість людей і зброї для захисту християнського світу. Згідно з примірником енцикліки Матвія Паризького, вона була адресована католицьким націям — Франції, Іспанії, Уельсу, Ірландії, Англії, Швабії, Данії, Італії, Бургундії, Апулії, Криту, Кіпру, Сицилії, Шотландії та Норвегії — кожна з яких зверталася відповідно до свого національного стереотипу. Річард Сан-Джерменський стверджує, що копії були надіслані усім володарям Заходу і цитує початок листа до французького короля. В енцикліці Фрідріх вказав, що він прийняв угорське підпорядкування як імператор. Інший лист, написаний Фрідріхом, знайдений у Regesta Imperii, датований 20 червня 1241 р. і призначений для всіх його васалів у Швабії, Австрії та Богемії, містив низку конкретних військових інструкцій. Його сили повинні були уникати участі у польових битвах з монголами, накопичувати в кожній фортеці та твердині запаси їжі та озброювати всі можливі збори, а також широке населення. Фома зі Спліта коментує, що по всій Священній Римській імперії, включаючи Італію, здійснювалось активне укріплення замків і міст. На вимогу імператора або з власної ініціативи, герцог Австрії Фрідріх II оплатив укріплення своїх прикордонних замків за власний кошт. Богемський король Вацлав I зміцнив і забезпечив кожен замок, а також надав солдатів і озброєння монастирям, щоб перетворити їх на притулки для цивільного населення.
На прикордонні Священної Римської імперії відбулась низка монгольських розвідувальних атак: монгольське військо було відбито в сутичці біля Клодзько, 300—700 монгольських воїнів було вбито в битві біля Відня (при втратах австрійців в 100 осіб — за словами герцога Австрійського), а окремий монгольський загін був знищений австрійськими лицарями в окрузі Тебен після того, як його відтіснили до кордону по річці Морава. Оскільки Священна Римська імперія тепер здавалася наступною ціллю монголів, Фрідріх II надіслав листи королю Англії Генріху III та королю Франції Людовику IX, щоб організувати хрестовий похід проти Монгольської імперії. Повномасштабного вторгнення монголів в Європу так і не відбулося, оскільки наступний рік монголи грабували Угорщину, а після того покинули Європу. Небезпека монгольського вторгнення у Європу знову обговорювалася на Першому Ліонському соборі в 1245 році, але цей же собор відлучив Фрідріха II від церкви у контексті його боротьби з папством і Фрідріх остаточно відмовився від можливості хрестового походу проти Монгольської імперії.

## Європейська тактика проти монголів
Традиційний європейський метод ведення війни рукопашного бою між лицарями закінчився катастрофою, коли його застосували проти монгольських сил, оскільки монголи змогли триматися на відстані та наступати з переважаючими чисельно. Нова Британська енциклопедія, том 29, говорить, що «лицарська війна, яка застосовувалася проти монгольських загарбників у Європі, зазнала ще більшої катастрофи для поляків у Битві під Легніцею та угорців у Битва на річці Шайо в 1241 році. Феодальну Європу врятувало від того, щоб розділити долю Китаю та Великого князівства Московського, не завдяки своїй тактичній майстерності, а несподіваною смертю верховного правителя монголів Угедея та наступного відступу його військ на схід».
Однак під час початкового монгольського вторгнення та наступних набігів лицарі та кіннота в важких обладунках виявилися більш ефективними у боротьбі з монголами, ніж їхні побратими в легких обладунках. Під час Битва на річці Шайо, наприклад, у той час як угорська легка кіннота та піхота були знищені монгольськими силами, лицарі в важких обладунках, які їх використовували, такі як тамплієри, билися значно краще. Під час битви при Легниці тамплієри, яких було від 65 до 88, втратили лише трьох лицарів і 2 сержантів. Австрійські лицарі під проводом герцога Фрідріха також досягли кращих результатів у боротьбі з монгольською навалою у Відні.
Король Угорщини Бела IV найняв допомогу лицарів-госпітальєрів, а також навчав своїх власних краще озброєних місцевих лицарів для підготовки до Другого монгольського вторгнення в Угорщину. Протягом десятиліть після монгольських набігів на європейські поселення західні армії (зокрема Угорщина) почали пристосовуватися до монгольської тактики, будуючи кращі укріплення проти облогових знарядь і покращуючи свою важку кінноту. Після поділу Монгольської імперії на чотири фрагменти, коли Золота Орда спробувала наступне вторгнення в Угорщину, Угорщина збільшила свою частку лицарів (на чолі з Ласло IV Половцем), і вони швидко розгромили основну армію Золотої Орди на пагорбах західної Трансільванії.
Крім того, на той час багато країн Східної та Центральної Європи припинили ворожнечу одна з одною й об’єдналися, щоб остаточно вибити залишки Золотої Орди. Партизанська війна та жорсткий опір також допомогли багатьом європейцям, особливо тим, хто проживав у Хорватії та Дурдзукетії, не дати монголам встановити постійний контроль і відбити їх.